# Karjan
Karjan é uma cidade e um município no distrito de Vadodara, no estado indiano de Gujarat.

## Demografia
Segundo o censo de 2001, Karjan tinha uma população de 26,344 habitantes. Os indivíduos do sexo masculino constituem 52% da população e os do sexo feminino 48%. Karjan tem uma taxa de literacia de 70%, superior à média nacional de 59,5%: a literacia no sexo masculino é de 76% e no sexo feminino é de 63%. Em Karjan, 12% da população está abaixo dos 6 anos de idade.